# Tarzan and Jane Regained... Sort of
Tarzan and Jane Regained... Sort of è un film del 1964 scritto e diretto da Andy Warhol.

## Trama
Tarzan gironzola per Los Angeles alla ricerca della sua Jane.

## Produzione
Girato in California, tra Beverly Hills, Hollywood, Malibù, Pasadena, Santa Monica, Topanga Canyon e Venice, fu il primo film sperimentale di Warhol non realizzato a New York.

## Distribuzione
Venne distribuito nelle sale americane dal 24 febbraio 1964. Nel luglio 2015 venne proiettato al Munich International Film Festival.